# Toxopoda malayana
Toxopoda malayana är en tvåvingeart som beskrevs av Iwasa 2008. Toxopoda malayana ingår i släktet Toxopoda och familjen svängflugor. Inga underarter finns listade i Catalogue of Life.